# 日本平
34°58′27″N 138°27′56″E / 34.9742276°N 138.4655981°E

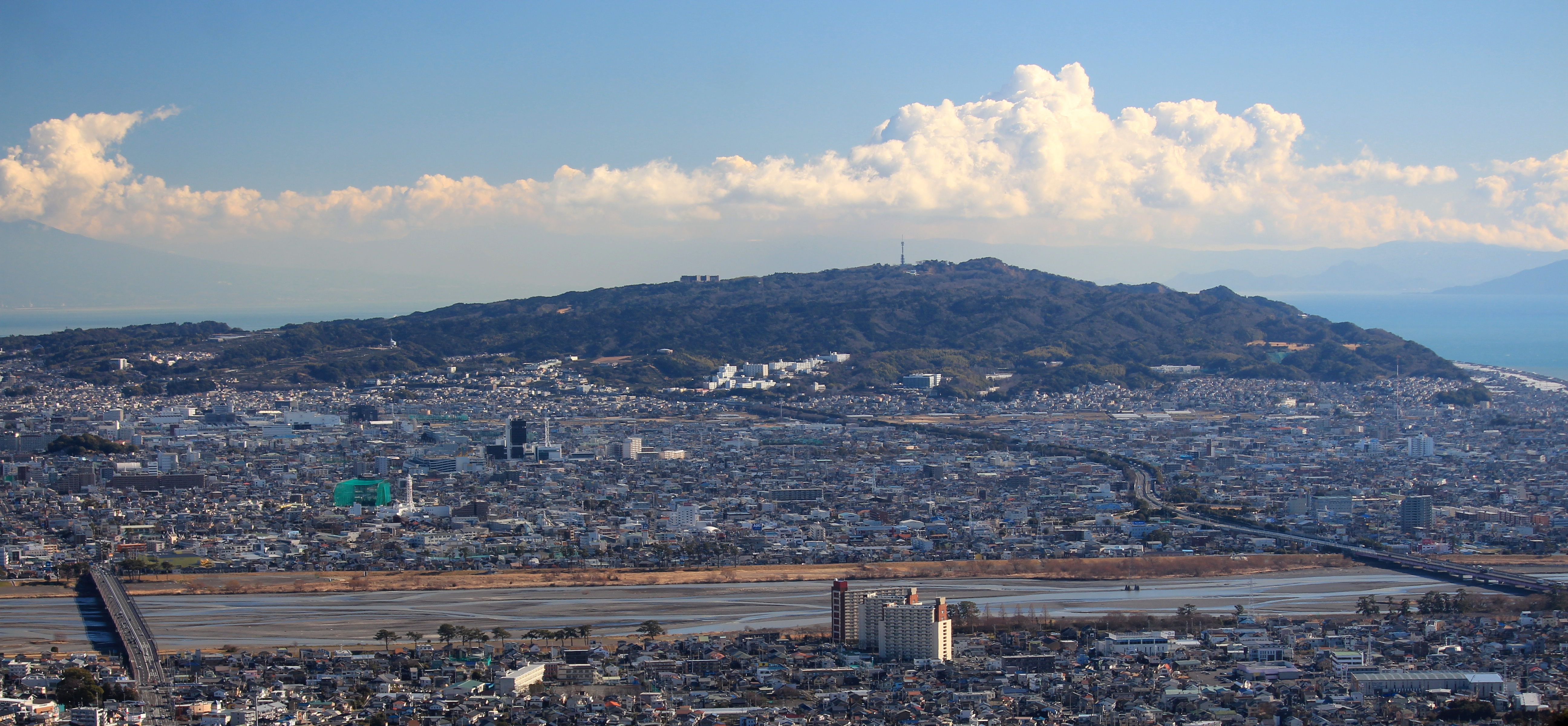
自西側的朝鮮岩望日本平，前方是安倍川和東名高速公路，中央的大樓是靜岡新聞社本社，山麓以下一帶是靜岡大學（2016年2月拍攝）

日本平（日语：／ Nihondaira */?）是一個位于靜岡縣靜岡市清水區與駿河區之間的的觀光景點。名稱由來於日本武尊（やまとたけ の みこと）傳說。

## 概要

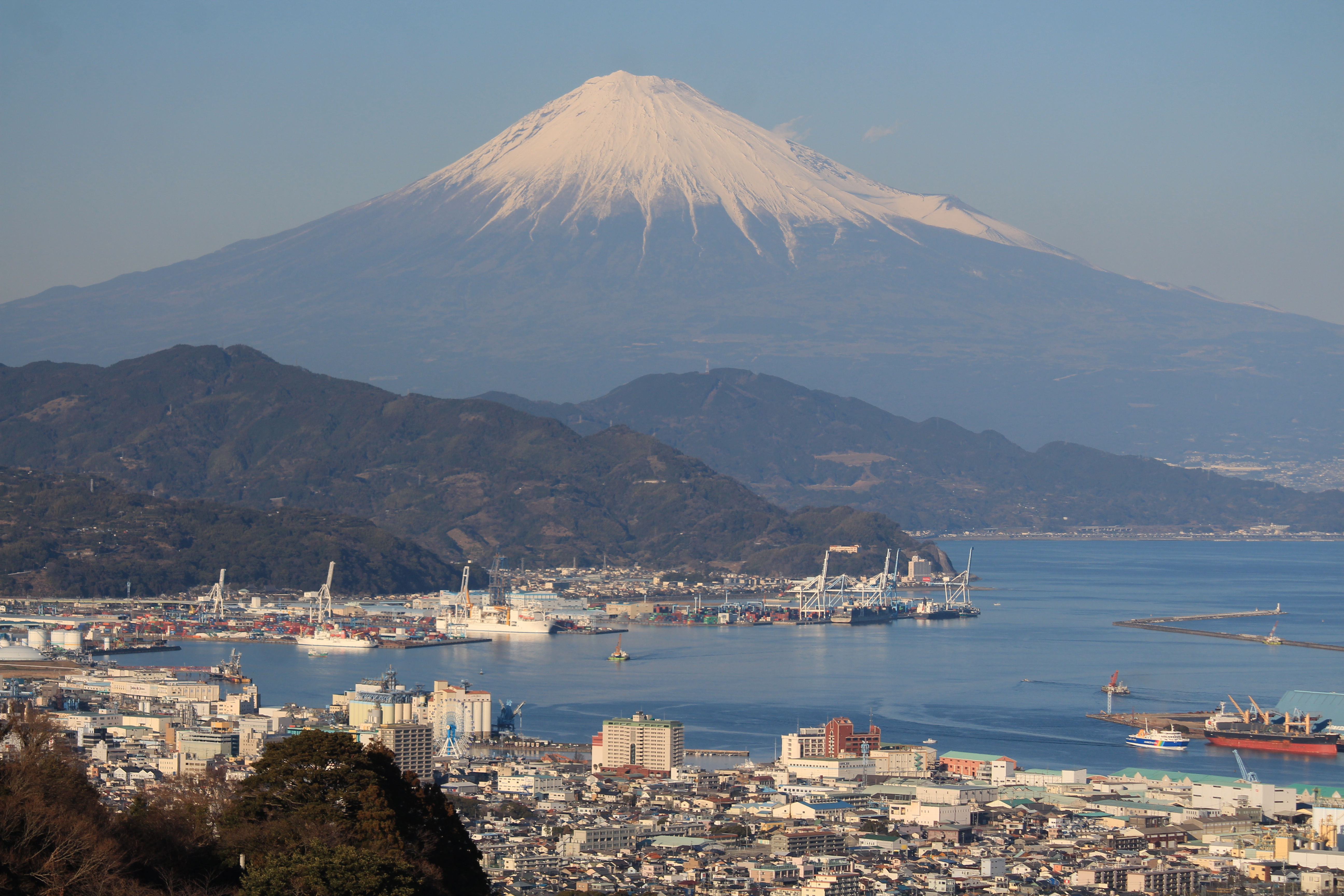
自日本平望富士山及清水港

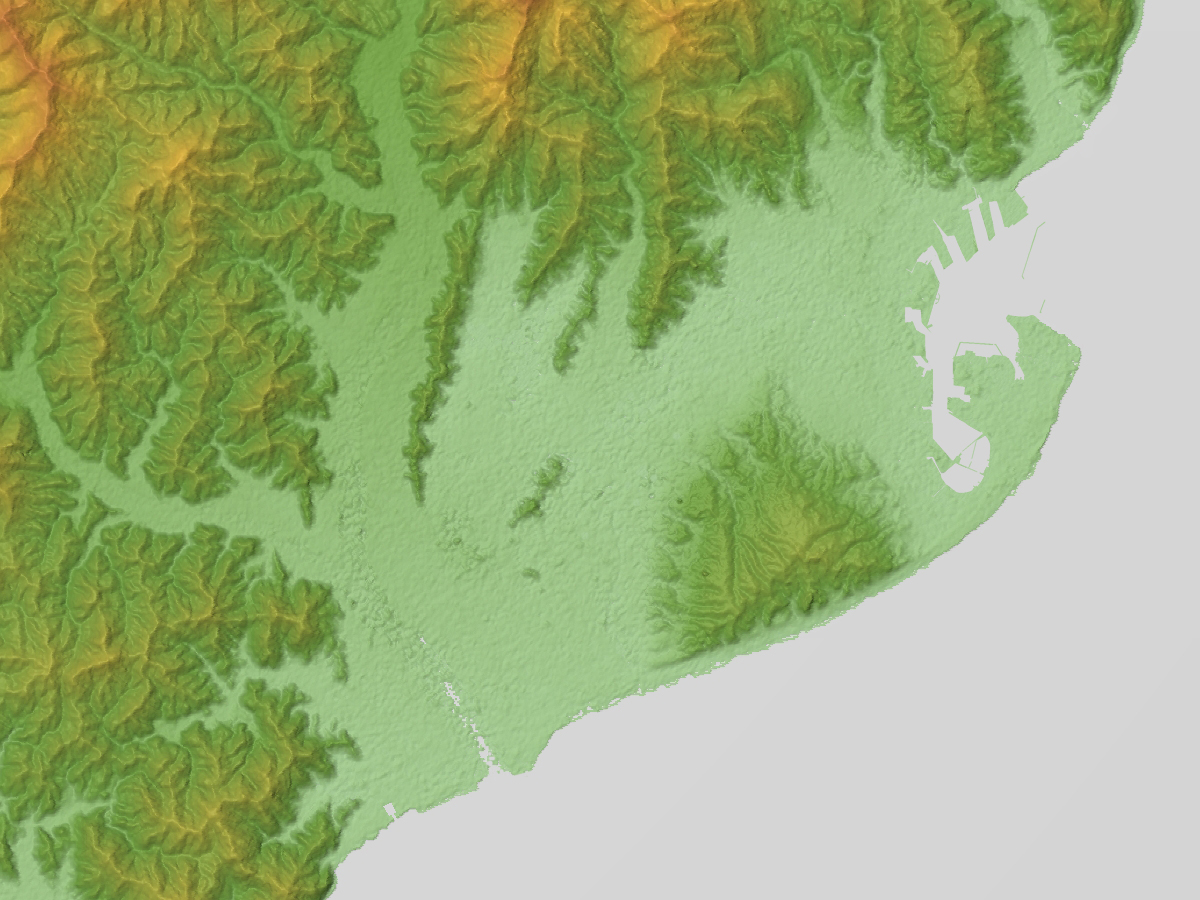
靜岡市附近的地形圖。中央右側是有度山及日本平

日本平是指駿河灣沿岸附近的有度山（うどやま）山頂及附近一帶，可在此越過駿河灣看見富士山及伊豆半島，向北可望見赤石山脈（南阿爾卑斯山）:111。在山頂可一覽清水區的市區和清水港，也是夜景觀賞勝地之一。1950年，在毎日新聞社主辦的觀光地百選中，日本平獲得平原部門的首位。1959年，日本平被日本政府指定為名勝。在1980年的日本觀光地百選競賽中亦獲得第一。2016年，日本平被認定為「日本夜景遺產」。
日本平最高地點有度山山頂標高307米，山麓多闊葉樹林，廣佈茶園及蜜柑園。以有度山為中心的丘陵是通過彎曲而形成，在過去10萬年期間隆起了300米，在日本是頗為劇烈的地殼變動。丘陵的沿海一側因海浪和沿岸流的侵蝕地形險峻。流出的土砂隨沿岸流移動，是形成三保半島的重要原因。丘陵西側至北緣有活斷層。有度山這一地名取自這裡曾設有駿河國有度郡。

## 設施、古蹟
丘陵南部的久能山（標高216米）山麓有德川家康的靈廟久能山東照宮，其社殿是江戶時代初期建築的代表，被選入日本國寶。日本平纜車連接日本平山頂和東照宮兩地。另外，由於日本童話紅鞋子主角女生和其母親出身於清水區宮加三（舊不二見村），山頂有其母子像。日本平山頂的「山頂吟望台」和「東展望台」則是一覽富士山和清水港等地的瞭望地。山頂附近有日本平酒店、日本平高爾夫俱樂部、梅園等設施，並且還有靜岡縣內各電視台共同建設的日本平數位塔。山麓的駿河區一側有日本平動物園、靜岡縣舞台藝術公園、遊木之森、清水區一側有清水心跳的主場球場靜岡市清水日本平運動公園球場。

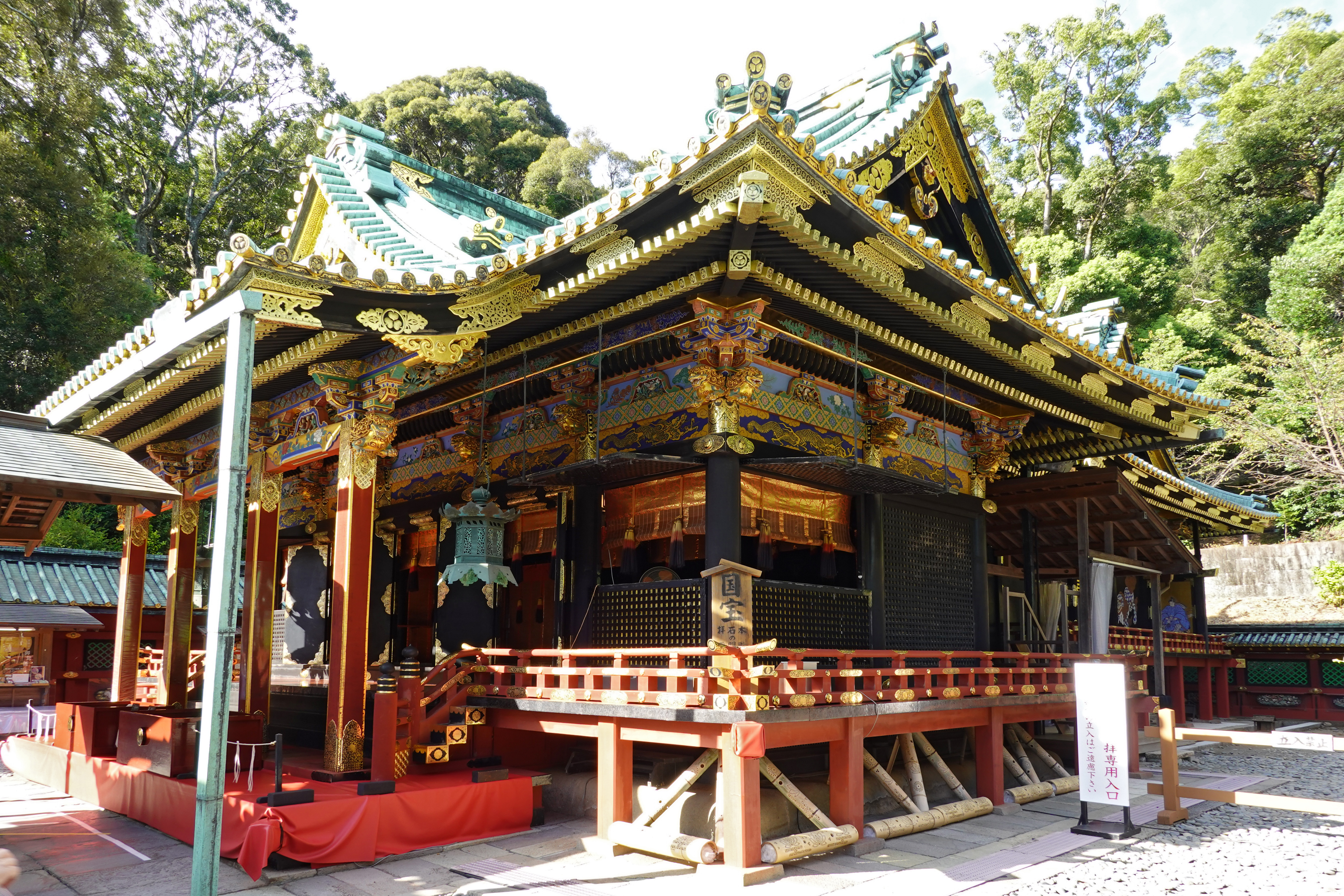
久能山東照宮
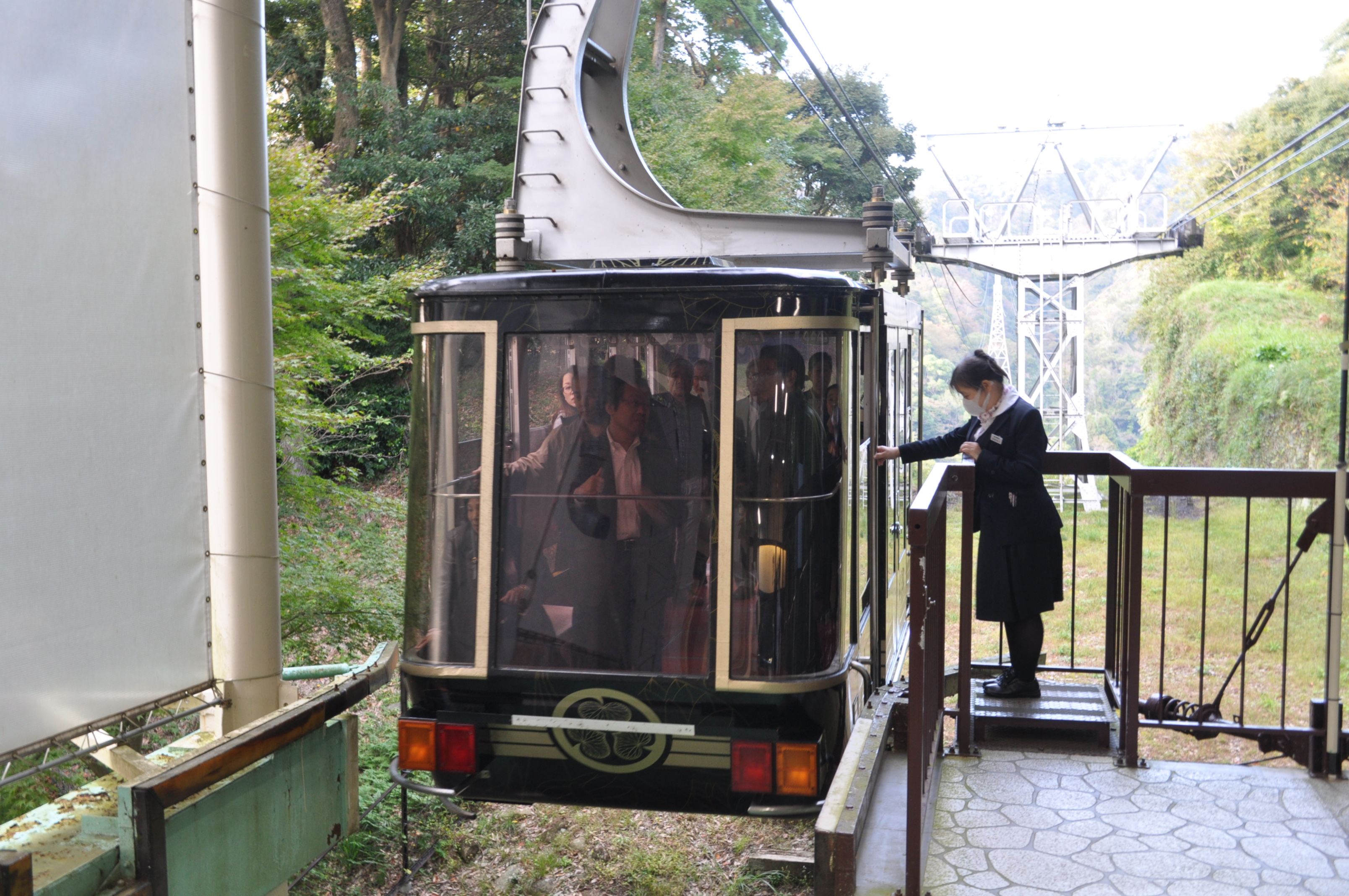
日本平纜車
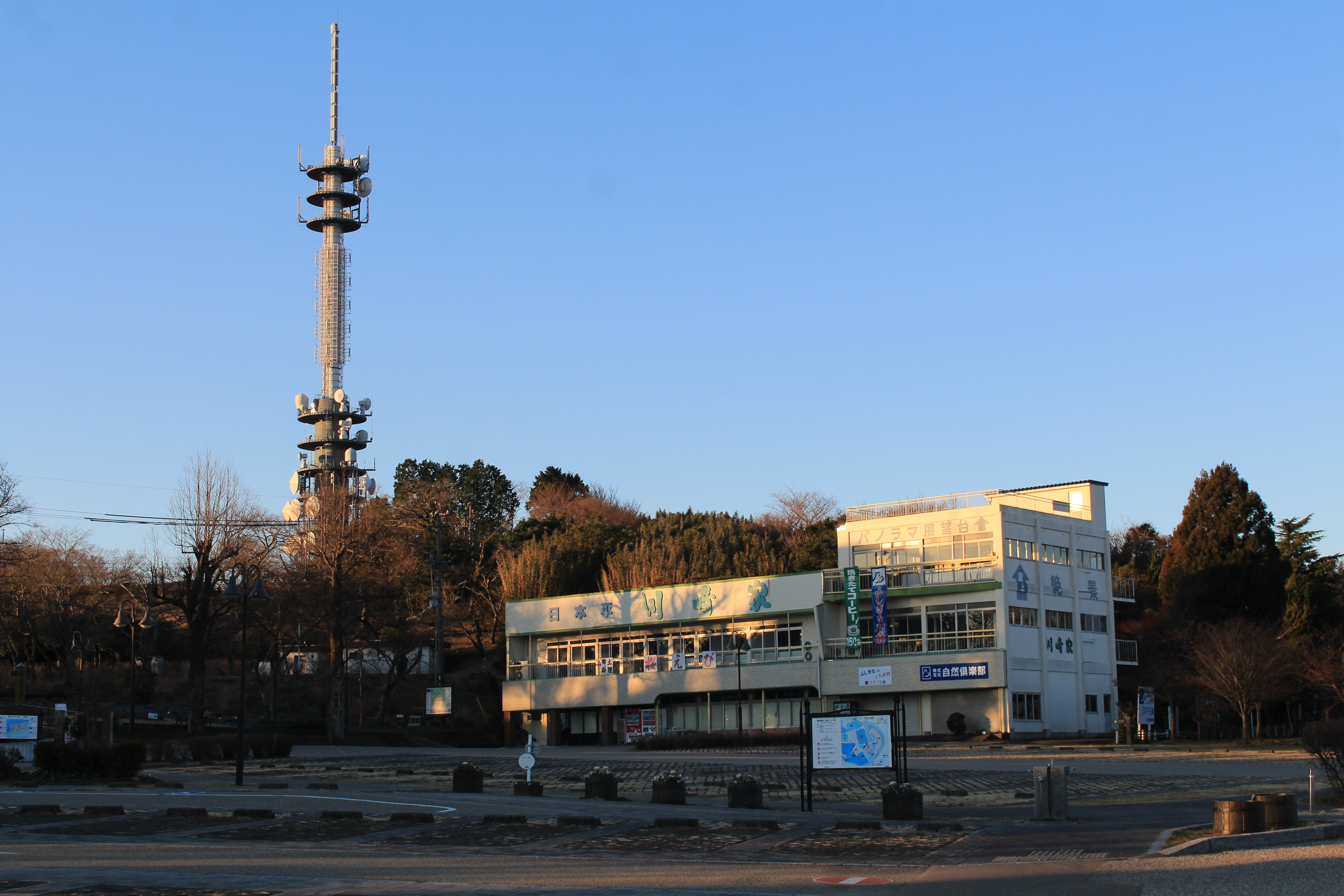
日本平數位塔和商店、食堂（屋頂有瞭望台）
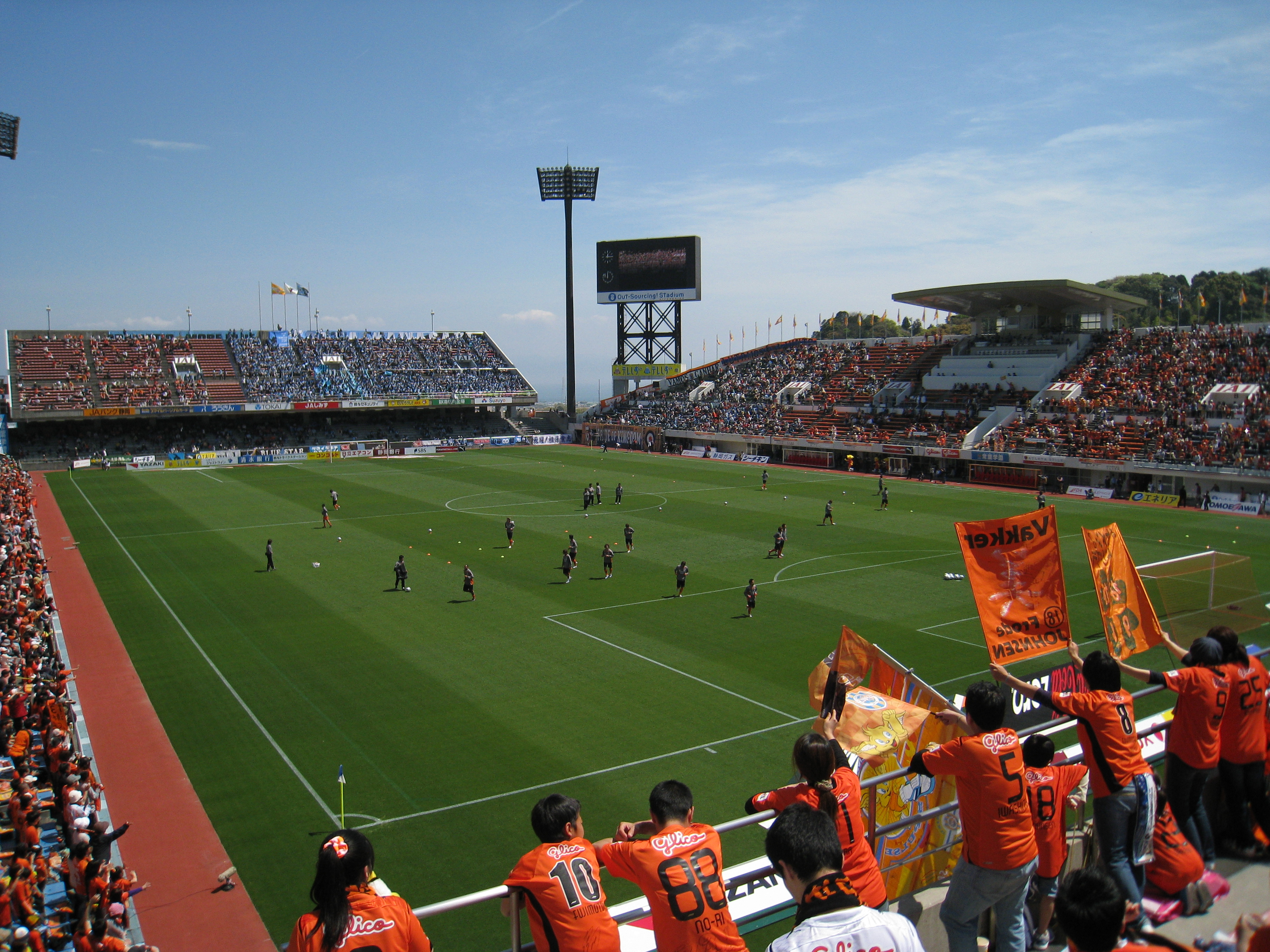
靜岡市清水日本平運動公園球場

## 靜岡市道池田日本平線
靜岡縣道路公社為發展觀光業，在日本平修建了東西方向的收費公路日本平公園公路（日本平パークウェイ），於1964年3月1日全線通車。該公路分為自靜岡一側的丘陵至日本平山頂的日本平公園公路，以及自清水至日本平山頂的「清水日本平公園公路」兩個部分:111。公園一帶被指定為日本平・三保松原縣立自然公園:398，是著名的瞭望茶園及富士山的地點:111。2004年4月1日，日本平公園公路成為免費公路，改為靜岡市道池田日本平線。違法競走型暴走族於夜間聚集在日本平公園公路並進行漂移是當地的一大問題。靜岡縣警察亦對這一違法行為進行取締。另外，據當時的道路運送法，日本平公園公路在海上收費公路時禁止排量125cc以下的摩托車、自行車、步行者通行。在改為免費公路後，依據靜岡縣公安委員會的方針，日本平公園公路仍禁止自行車和步行者通行。

## 外部連結
- - 靜岡市
- http://www.nihondairakankou.com/ （页面存档备份，存于）